# Clorinda
Clorinda  è un nome proprio di persona italiano femminile.

## Varianti
- Maschili: Clorindo[2]

## Origine e diffusione

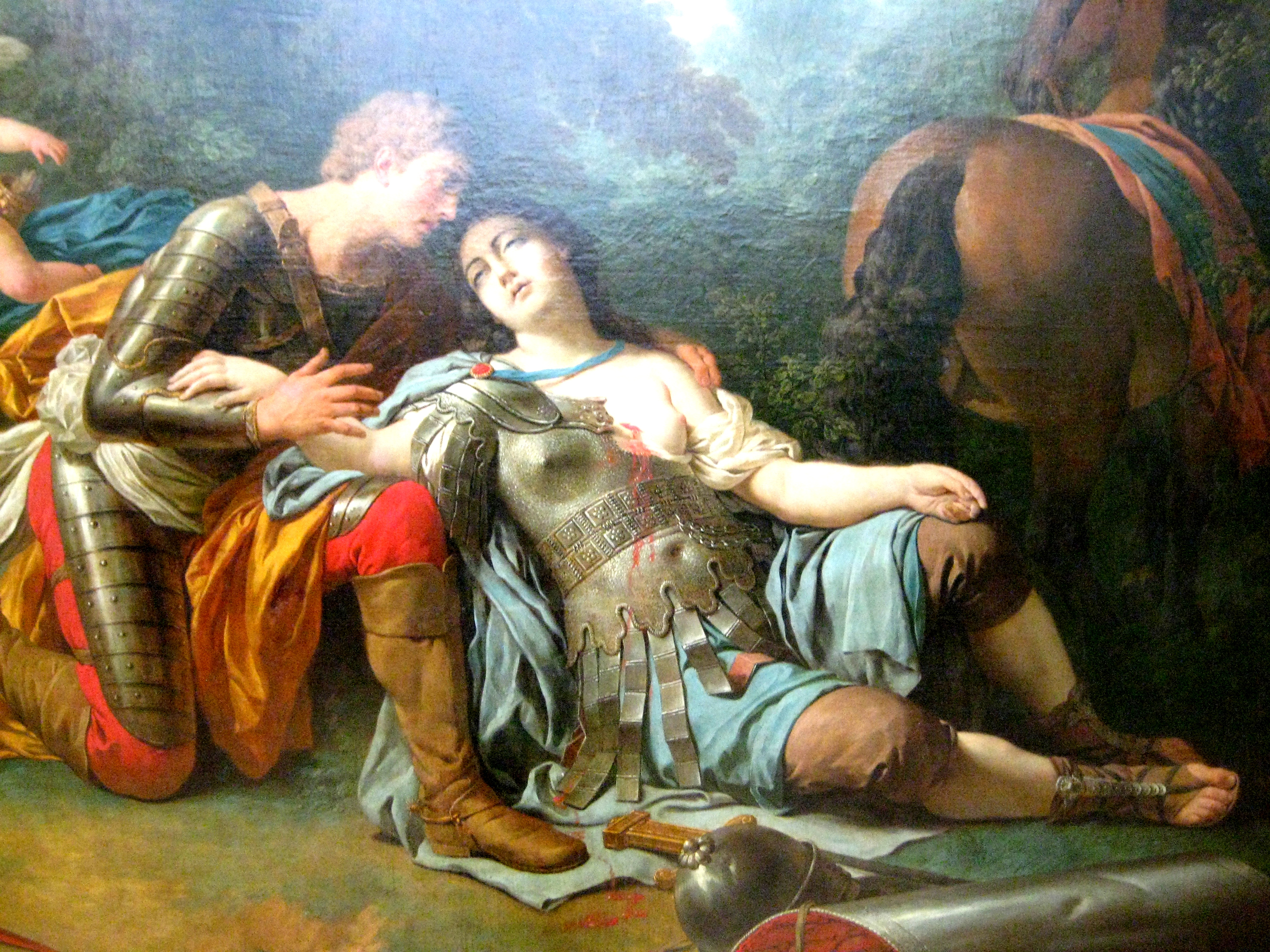
Trancredi e Clorinda, di Louis-Jean-François Lagrenée

Si tratta di un nome di matrice letteraria, portato dalla guerriera Clorinda, amata e uccisa per errore da Tancredi nella Gerusalemme liberata di Torquato Tasso, del 1581, ripreso poi anche da Thomas Killigrew per il suo poema del 1650 Cicilia and Clorinda.
Il nome venne creato appositamente da Tasso per la sua opera (alla quale si deve la diffusione del nome), ma è ignoto a cosa si sia ispirato; generalmente, viene ipotizzata una connessione con il nome Clori, possibilmente combinato con la terminazione in -inda tipica di molti nomi germanici. In inglese è stato occasionalmente confuso anche con Clarinda, una forma elaborata di Clara.
In Italia è diffuso su tutto il territorio nazionale.

## Onomastico
L'onomastico può essere festeggiato il 1º novembre, in occasione di Ognissanti, poiché Clorinda è un nome adespota, ossia privo di santa patrona.

## Persone

Clorinda Menguzzato

- Clorinda Corradi, contralto italiano
- Clorinda Menguzzato, partigiana italiana

### Variante maschile Clorindo
- Clorindo Testa, architetto, pittore e scultore italiano naturalizzato argentino

## Il nome nelle arti
- Clorinda è un personaggio dell'opera di Torquato Tasso Gerusalemme liberata.